# Прокеш, Зденек
Зде́нек Про́кеш (чеш. Zdeněk Prokeš; 13 июня 1953, Чехословакия — 1 августа 2024) — чехословацкий футболист, играл на позиции защитника.

## Биография

### Клубная карьера
Во время службы в вооружённых силах был членом пражской «Дуклы», но никогда за неё не играл. В 1974 году перешёл в «Богемианс 1905», в котором отыграл 11 сезонов и в 1983 году завоевал первый и единственный в истории клуба чемпионский титул. В Кубке УЕФА сезона 1982/1983 «Богемианс» показал лучший результат в истории, дойдя до полуфинала, в котором проиграл бельгийскому «Андерлехту» по сумме двух матчей. Всего за «Богемианс» Прокеш сыграл 294 матча и забил 18 голов. Долгие годы он был рекордсменом этой команды по количеству сыгранных матчей, пока в 2022 году его рекорд не побил Йозеф Йиндришек.
Летом 1985 года уехал в ФРГ, где стал игроком клуба «Мюнхен 1860» и играл за «львов» два с половиной сезона. Завершил карьеру в 1988 году из-за травмы колена.

### Карьера в сборной
Дебютировал за сборную Чехословакии 16 ноября 1977 года в матче со сборной Уэльса в рамках квалификации на чемпионат мира 1978 года — Чехословакия выиграла матч со счётом 1:0. Всего за сборную Чехословакии сыграл 18 матчей и забил 1 гол.

### Смерть
Скончался 1 августа 2024 года в Праге в возрасте 71 года.

## Достижения
«Богемианс 1905»
- Чемпион Чехословакии (1): 1982/83